# Ranma ½: Hard Battle
Ranma ½: Hard Battle, conocido como Ranma ½: Bakuretsu Rantōhen (らんま1/2 爆烈乱闘篇 Ranma Nibun-no-Ichi: Bakuretsu Rantōhen?, lit. "Ranma ½: Explosive Battle") en Japón y simplemente como Ranma ½ en Europa, es un videojuego de lucha en 2-D lanzado por Masaya y DTMC para el Super Nintendo Entertainment System. Está basado en la serie de manga y anime Ranma ½. Hard Battle es el segundo juego de Ranma ½ en ser traducido al inglés, esta vez conservando los gráficos, la música y los nombres de los personajes originales, aunque las voces aún fueron dobladas al inglés.  La traducción al inglés del juego (pero no su doblaje en inglés) fue proporcionada por Viz Media (que había comenzado a lanzar el doblaje en inglés de "Ranma 1/2" a principios de ese mismo año).

## Jugabilidad
Hard Battle tiene tres modos de juego: el modo de torneo estándar para un jugador, un modo competitivo para dos jugadores y un modo de desafío en equipo de cinco personajes para dos jugadores. Hay diez personajes en el juego (doce si se cuentan las formas malditas de Ranma y Pantyhose Taro). Los doce personajes están disponibles para los modos de dos jugadores. Después de completar el modo de torneo, Pantyhose se convierte en un personaje jugable del torneo. Happosai se puede desbloquear ingresando un código.
El control del juego es más simple que en la mayoría de los otros juegos de lucha. Cada uno de los botones del controlador de SNES (más la flecha hacia arriba) se puede asignar para activar uno de cuatro movimientos: salto, bloqueo, ataque normal y ataque de poder. Se pueden activar diferentes ataques normales y de poder según una variedad de factores, como qué tan lejos está el atacante del oponente, si se está agachando o si se presiona una flecha direccional junto con el botón de ataque.
En lugar de introducir una serie de movimientos direccionales y pulsar un botón de ataque para activar un ataque especial, la mayoría de los movimientos se realizan manteniendo pulsada la flecha izquierda, derecha o abajo junto con un botón de ataque durante unos segundos y luego soltando el botón de ataque. Cuanto más tiempo se mantenga pulsado el botón de ataque, más fuerte será el ataque. Por ejemplo, uno de los ataques especiales de Ryoga es el lanzamiento de pañuelos. Si se mantiene pulsado durante varios segundos, lanza tres pañuelos en lugar de uno. Muchos movimientos también se pueden ejecutar mientras se mantiene pulsado el botón de bloqueo.
Otra característica de Hard Battle es la capacidad de recuperarse de los lanzamientos. Al pulsar un botón de ataque después de ser lanzado, el personaje puede intentar caer de pie y recibir menos daño. A diferencia de muchos juegos de lucha, los oponentes nunca quedan aturdidos después de ser golpeados con ataques poderosos o un combo.
Cada personaje tiene su propia historia. En cualquier caso, el personaje es manipulado para luchar contra los otros personajes por el Principal Kuno.

## Personajes
- Ranma Saotome: Ranma puede jugar en su forma masculina o femenina. En ambas formas, Ranma puede ejecutar un doble salto. Es un personaje muy completo, aunque la Ranma femenina es más rápida mientras que la masculina es más fuerte. Su única debilidad real es su falta de ataques de largo alcance. El director Kuno hace un trato con Ranma: si puede derrotar a ocho oponentes, obtendrá calificaciones aprobatorias en todas sus clases. Después de derrotar a todos, el director le informa a Ranma que faltar a clases no es forma de vivir y que no obtendrá crédito. Ranma, enojado, arroja al director por una ventana. Los ataques especiales de Ranma incluyen el Kachu Tenshin Amaguriken, Hiryu Shoten Ha y Moko Takabisha. Su escenario es un camino junto al río debajo de un puente en diferentes momentos del día según la forma (el escenario de Ranma masculino tiene lugar durante la mañana, mientras que el de Ranma femenina tiene lugar durante la tarde).
- Ryoga Hibiki: Ryoga se despierta en la oficina del director Kuno sin recordar cómo llegó allí. El director le dice que si derrota a ocho oponentes recuperará la memoria. Al final, Ryoga recupera la memoria: el director Kuno lo golpeó en la nuca cuando entró en su oficina. Los ataques especiales de Ryoga incluyen el Shishi Hokodan, el lanzamiento de pañuelo y el Bakusai Tenketsu (que hace que una ola de escombros se desplace por el suelo, similar al ataque de onda de poder de Terry Bogard). Varios de los ataques normales de Ryoga también involucran su paraguas. Ryoga está tan bien equilibrado como Ranma, aunque no es tan rápido. Su escenario es la azotea de la escuela secundaria Furinkan de noche.
- Shampoo: El director Kuno le cuenta a Shampoo una historia sobre ocho guerreros que decidieron luchar entre sí para determinar quién era el más fuerte. Shampoo se toma la historia en serio y decide que si derrota a los ocho oponentes, la directora ha elegido que será fuerte y que Ranma la querrá. Después de derrotar a los ocho oponentes, la directora le informa a Shampoo que interpretó mal la historia y que tiene que empezar de nuevo luchando contra Pantyhose. Después de ganar la batalla, Shampoo se lamenta del hecho de que no puede hacer nada bien. Sin embargo, el director afirma que debido a ella su "coco rebosa de alegría". Shampoo es el personaje más rápido del juego y también puede hacer un doble salto. Tiene dos ataques especiales: un ataque de carga con su bonbori y la patada del dragón del cielo ascendente. Su escenario es la parte superior de un vagón de tren en movimiento.
- Akane Tendo: Cansada de tener que luchar contra chicos que le piden una cita, Akane le pide al director que haga algo al respecto. Así que la envía a luchar contra sus ocho estudiantes más problemáticos. Después de derrotar a los ocho oponentes, el director anuncia que debe derrotar a diez personas en lugar de ocho (contando la forma maldita de Pantyhose como dos personas), y en este punto Akane se da cuenta de que la han utilizado. Después de derrotar a Pantyhose, el director anuncia que ha habido algunos cambios en la política de la escuela. Regla n.° 1: No se permiten peleas en los terrenos de la escuela. Enfurecida, Akane noquea al director. Akane no es tan rápida como Ranma, pero tiene varios ataques básicos útiles y dos ataques especiales efectivos: un uppercut con salto y un puñetazo rápido. Su escenario es el patio delantero del Dojo Tendo.
- Genma Saotome: En este juego, Genma aparece solo en su forma de panda. Es fácilmente uno de los personajes más fuertes del juego, aunque también es bastante lento. El mayor de los Saotome ha decidido enfrentarse a su hijo rebelde. El director Kuno le aconseja a Genma que empiece por dar ejemplo con sus amigos. Después de derrotar a Ranma y a los demás personajes del juego, se ve a Genma caminando por una calle cubierta de carteles que advierten de un panda salvaje que causa estragos en la ciudad. Su arsenal incluye ataques con su letrero, una serie de golpes rápidos y un ataque apresurado. Su escenario es Jusenkyo.
- Hikaru Gosunkugi: El director se acerca a Gosunkugi y le dice que siempre está dispuesto a escuchar los deseos de sus estudiantes. Gosunkugi responde que su deseo es que Akane lo respete. El director le dice que mientras estaba en Hawái estudió cómo las direcciones pueden influir en el destino de las personas. Luego le dice a Gosunkugi que si puede derrotar a ocho oponentes de ocho direcciones diferentes, Akane lo respetará. Después de derrotar a todos sus oponentes, el director se viste como Akane y corre hacia Gosunkugi, quien no se deja engañar por el disfraz. La velocidad de Gosunkugi es promedio, pero no es fuerte. Sus armas principales son su muñeco de vudú de paja (que puede lanzar o blandir) y un martillo. Su escenario es un templo japonés embrujado. Esta es la única aparición que Gosunkugi hace en los juegos de lucha de Ranma ½.
- Ukyo Kuonji (escrito Ukkyo Kuonji en el manual): El director Kuno alaba el ego de Ukyo sobre lo fuerte que es y cómo una de sus fortalezas podría hacer que cualquier negocio prospere. Esto la lleva a participar en el torneo. Lucha con una variedad de espátulas. Sus ataques especiales incluyen lanzar espátulas y petardos. Después de ganar el torneo, se da cuenta de que el director la estaba usando para obtener comida gratis. Ukyo está bastante bien equilibrada y tiene un buen alcance cuando balancea su gran espátula. Su escenario es un ring de lucha libre con un okonomiyaki japonés gigante en el medio.
- Mousse: Al comienzo de la historia, Mousse está consultando a una adivina que viste una camisa hawaiana. La adivina le informa a Mousse que si quiere ser feliz debe derrotar a ocho oponentes. Después de vencer a todos los oponentes, Mousse se da cuenta de que ha sido utilizado y se cierne sobre el director con las armas desenvainadas. El director Kuno responde que está a punto de ser atacado por un pato. Mousse usa una variedad de armas para sus ataques normales y especiales, incluyendo espadas, una bola y una cadena (que no solo tiene buen alcance sino que a veces puede dar hasta cuatro golpes), un yo-yo, un orinal con forma de cisne (Puño del cisne blanco) y un gato. Sus ataques especiales incluyen bombas de huevo, una ráfaga de golpes con diferentes armas y lanzarse sobre su oponente con zapatos con garras (Takazumeken). Su escenario es una arena de lucha.
- Rey del juego: King sueña con tener su propio casino, pero carece de los fondos. El director Kuno le ofrece ayuda financiera, pero primero debe derrotar a ocho oponentes. Después de derrotar a los ocho oponentes, el director le informa a King que tiene una pelea más. Apostó el dinero que había ahorrado para el cajón en el último oponente. Después de derrotar a Pantyhose, el director le permite a King abrir un casino al lado de su oficina. Resulta que King es mejor luchador que jugador porque no puede vencer a los estudiantes de secundaria en sus juegos. Realiza una variedad de ataques con naipes, dados y un arco. King es quizás el personaje más desafiante para ganar el juego. Aunque es lento, no es excepcionalmente fuerte y la mayoría de sus ataques son de corto alcance o de utilidad limitada. Su escenario es el Dojo Tendo, que ha convertido en un casino, según su arco argumental. Esta es la única aparición que King hace en los juegos de lucha de Ranma ½.
- Pantyhose Taro: El director Kuno le dice a Pantyhose que si reúne ocho firmas, puede hacer que Happosai le dé un nuevo nombre. Después de derrotar a todos los oponentes, el director acusa a Pantyhose de falsificar las firmas y sugiere que pelee con la persona que lo nombró. Pantyhose derrota a Happosai, pero el anciano se desmaya mientras Pantyhose exige un nuevo nombre. El jugador puede seleccionar su forma normal o su forma maldita. Mientras es humano, su único ataque especial es una patada con salto, pero su fuerza y velocidad son buenas y sus ataques normales son útiles. El Pantyhose transformado es tan fuerte (y lento) como Genma y puede hacer un ataque especial en picada o de carga. Su escenario es un acantilado con vista al mar y, como el de Ranma, puede presentarse en diferentes momentos del día dependiendo de qué forma de Pantyhose se esté peleando (el Pantyhose humano pelea de noche, mientras que el escenario de su forma de monstruo se desarrolla al amanecer). Al principio, las dos formas de Pantyhose solo se pueden seleccionar en el modo Versus, y es el jefe final del modo Un jugador para los demás personajes. Derrotarlo lo desbloquea para el modo Un jugador.
- Happosai: Los ataques especiales de Happosai son un pequeño proyectil, su Happo-Fire Burst y la extensión de su aura de batalla (que lo hace parecer varias veces más grande). Su escenario es una estatua gigante del director Kuno. Happosai no es jugable sin un código y solo aparece como el jefe final si el jugador elige Medias en el modo de un jugador.

## Recepción
"Ranma ½: Hard Battle" recibió críticas generalmente favorables de los críticos. Los lectores de la revista Super Famicom Magazine votaron para darle al juego una puntuación de 23,13 sobre 30, ubicándose entre los juegos de Super Famicom en el puesto número 41 en una encuesta pública de 1993, y recibió un premio en la categoría de personajes. Según Famitsu y Nikkei Marketing Journal, el título vendió más de 49.698 copias en su primera semana en el mercado debido al auge de los juegos de lucha y la popularidad de sus personajes, agotándose en muchas tiendas durante el año. Vendió aproximadamente entre 205,569 y 320,000 copias durante su vida en Japón.
Las reseñas retrospectivas de "Ranma ½: Hard Battle" han sido más variadas. Sigue siendo popular más de 25 años después de su lanzamiento y ha aparecido en juegos competitivos en torneos de juegos de lucha como un evento paralelo como Evo Japan 2018.